# Sabiaceae
Las sabiáceas (Sabiaceae) son la única familia de angiospermas del orden Sabiales. Consta de tres géneros con unas cien especies, presentando una distribución por las zonas tropicales de América y del sudeste de Asia. La familia se ha denominado también Meliosmaceae Endl., 1841, nom. rej.

## Descripción
- Árboles, arbustos trepadores o enredaderas leñosas, perennifolios, raramente caducifolios, glabros o pubescentes, raramente espinosos. Indumento de pelos simples multicelulares o con capítulos bicelulares.[verifica la fuente]
- Hojas alternas, espirales a dísticas, pinnatinervias, broquidódromas, simples o imparipinnadas, herbáceas o coriáceas, a veces muy grandes, de bordes simples o dentados, a veces heteromórficas, a menudo la base del peciolo leñosa y la base del foliolo pulvinulada, sin estípulas, vernación conduplicada, con punteado menudo de glándulas rojizas. Estomas anomocíticos o paracíticos, usualmente hipostomáticos.
- Tallos con radios amplios, nudos unilacunares complejos, sin cavidades secretoras, las yemas peruladas o no.
- Plantas hermafroditas, raramente poligamodioicas.
- Inflorescencias en panícula pauci- a multifloras, terminales o axilares, a menudo reducidas a flores solitarias axilares, raramente en cimas o en racimos, pedicelos a menudo muy cortos (flores subsésiles), provistos de 0-numerosas brácteas menudas.
- Flores pequeñas, perfectas, actinomorfas u oblicuamente zigomorfas, usualmente pentámeras, sépalos, pétalos y estambres dispuestos en verticilos opuestos. Disco hipógino presente, delgado, anular, nectarífero, sus lóbulos (a veces con glándulas discoideas endurecidas) alternando con los estambres, a veces en forma de dientes bífidos. Sépalos (4-)5, en un verticilo, libres o soldados basalmente, iguales o los 2 internos mucho menores, imbricados. Pétalos (4-)5, en un verticilo, libres, iguales o los 2 internos a menudo mucho menores (a veces bífidos), imbricados, opositisépalos, más o menos carnosos. Androceo de (4-)5(-6) elementos, estambres 5 o bien 2 (opuestos a los pétalos internos) y 3 estaminodios, opositipétalos, libres entre sí pero soldados a las bases de los pétalos, filamentos filiformes, expandidos bajo la antera o formando un collar, anteras uniloculares, ditecas, introrsas y dobladas hacia abajo, encajando en cavidades externas del estaminodio adyacente, más o menos adherentes entre sí, dejando un poro central por el que pasa el estilo, o bien extrorsas, conectivo fuertemente expandido, dehiscencia por hendiduras transversales o por valvas.  Gineceo súpero, de 2(-3) carpelos, hemicárpicos con estilos apicalmente libres (estilodios) o sincárpico con estilo único, corto, cilíndrico o cónico, estigmas capitados, punteados y húmedos, o no papilosos y secos, óvulos (1-)2 por carpelo, hemianátropos a campilótropos, apótropos, unitégmicos y crasinucelados, horizontales o péndulos, placentación axial.
- Fruto unilocular o dicoco, asimétrico, seco o drupáceo, indehiscente, monospermo, a veces en esquizocarpo, con estilos persistentes, endocarpo pétreo o crustáceo, esculpido o foveolado.
- Semilla 1, con endospermo escaso o ausente, con cóndilo, embrión con hipocótilo alargado, curvo, con 2 cotiledones planos, plegados o arrollados (en Ophyocaryon paradoxum).
- Polen tricolporado, prolato, relativamente pequeño, exina semitectada, más o menos reticulada.
- Número cromosómico: 2n = 24 en Sabia japonica e = 32 en Meliosma sp.

## Ecología
La antesis es extremadamente corta. Las anteras se abren dentro del capullo, pero encerradas en los estaminodios. Al madurar, el capullo se abre al menor contacto explosivamente, liberando el polen al aire.
Viven en zonas húmedas y a lo largo de ríos, en los bosques tropicales o templados cálidos.

## Fitoquímica
Cianolípidos ausentes. Triterpenoides pentacíclicos, flavonoles, proantocianidinas y taninos presentes. Plantas no cianogenéticas.

## Usos
Algunas especies de Meliosma tienen un uso limitado en jardinería.

## Fósiles
Se conoce un género fósil, Insitiocarpus, del Cenomaniense, mientras que restos de los géneros actuales Sabia y Meliosma se encuentran desde el Turoniense y el Maastrichtiense, respectivamente, en depósitos europeos. Se ha datado la aparición de las primeras sabiáceas hace 122-118 millones de años.

## Posición sistemática
Las sabiáceas son un grupo de angiospermas que se incluyen en el clado Eudicotiledóneas, donde forman parte del grado basal, en el que muestran cierta afinidad con las proteáceas, con las que comparten, por ejemplo, el disco hipógino nectarífero, pero difieren por el número de partes florales y el sistema pentámero radial absolutamente original. Basándose en datos moleculares y morfológicos, el APW (Angiosperm Phylogeny Website) considera que forma parte del Orden Sabiales, siendo el único representante de este clado intermedio entre el Orden Ranunculales y el Orden Proteales (cf. AP-website).

## Táxones incluidos
Introducción teórica en Taxonomía
La familia incluye tres géneros que se pueden distinguir como sigue:
- Trepadoras o enredaderas. Estambres 5, iguales. Flores normalmente en panículas axilares paucifloras o reducidas a una flor.

Sabia Colebr., 1818. Sur, este y sudeste de Asia hasta las islas Salomón.
- Árboles. Estambres 2, opuestos a los pétalos internos, los otros 3 reducidos a estaminodios escuamiformes. Flores normalmente en panículas axilares o terminales,multifloras.

- Pétalos subiguales. Estaminodios sin cavidades laterales. Carpelos con estilodios libres.

Ophiocaryon R.H. Schomb. ex Endl., 1841. Sudamérica tropical.
- Pétalos muy desiguales, los 2 internos muy reducidos. Estaminodios con cavidades laterales para la recepción de las anteras. Carpelos normalmente con estilo único común.

Meliosma Blume, 1823. Sudeste de Asia, México, América central, Antillas y Sudamérica.